# 6e corps d'armée (Empire allemand)
Le 6e corps d'armée est une grande unité de l'armée prussienne.

## Histoire
Le corps est créé le 30 mars 1818 à partir du commandement général en Silésie qui existe depuis le 4 novembre 1815. Le commandement général se trouve à Breslau jusqu'à sa dissolution fin décembre 1918 et est rattaché au 8e corps d'armée jusqu'au début de la Première Guerre mondiale. La 8e inspection de l'armée (de) lui est subordonnée.

### Guerre austro-prussienne
Pendant la guerre austro-prussienne, le 6e corps fait partie de l'aile gauche de la 2e armée prussienne sous le commandement du prince-héritier Frédéric de Prusse, qui fait irruption dans l'empire d'Autriche depuis la Silésie. Le 26 juin 1866, le corps se trouve en réserve dans la région de Glatz derrière le 5e corps d'armée et suit avec retard le passage de la frontière tchèque. Selon le plan de déploiement, le général commandant Louis von Mutius doit avancer en Bohême derrière le corps de Karl Friedrich von Steinmetz via le col de Náchod. Mutius doit céder quelques unités de son corps d'armée qui restent en Haute-Silésie. Le détachement Knobelsdorff, composé de trois régiments et d'une batterie, est mis sur pied comme unité de sécurité. Le matin du 28 juin, le général von Mutius, dont le gros des troupes a atteint Alt-Hayde dans la journée, reçoit l'ordre de poursuivre rapidement sa progression via Nachod afin de renforcer le flanc gauche de l'armée. Pendant la bataille de Skalitz, seule une brigade du corps de Mutius est arrivée sur le plateau de Vysokov. Le 29 juin, la marche s'effectue via Gradlitz pour rejoindre les autres corps de la 2e armée. Après que le corps de Steinmetz ait reçu l'ordre d'observer Josephsstadt, le 6e corps prend l'avant-garde et intervient de manière décisive dans la bataille de Königgrätz le 3 juillet dans l'après-midi, avec le corps de la Garde. Le 6e corps traverse la Trotina (cs) près de Racitz et occupe Nedelischt et Lochenitz, de sorte que vers 15 heures déjà, la principale ligne de défense autrichienne du nord entre Chlum et Lochenitz est aux mains des Prussiens. L'intervention de la 11e division sous le général Adolf von Zastrow contre le flanc droit des Autrichiens oblige le Feldzeugmeister Ludwig von Benedek à se retirer. Le corps de la Garde et le 6e corps atteignent la région de Brno lors de la poursuite des Autrichiens jusqu'au 18 juillet. Le général von Mutius succombe au choléra après la fin de la campagne, début août, à Austerlitz, en Moravie. Le 30 octobre 1866, le général de cavalerie Wilhelm von Tümpling prend la tête du corps d'armée.

### Guerre franco-allemande

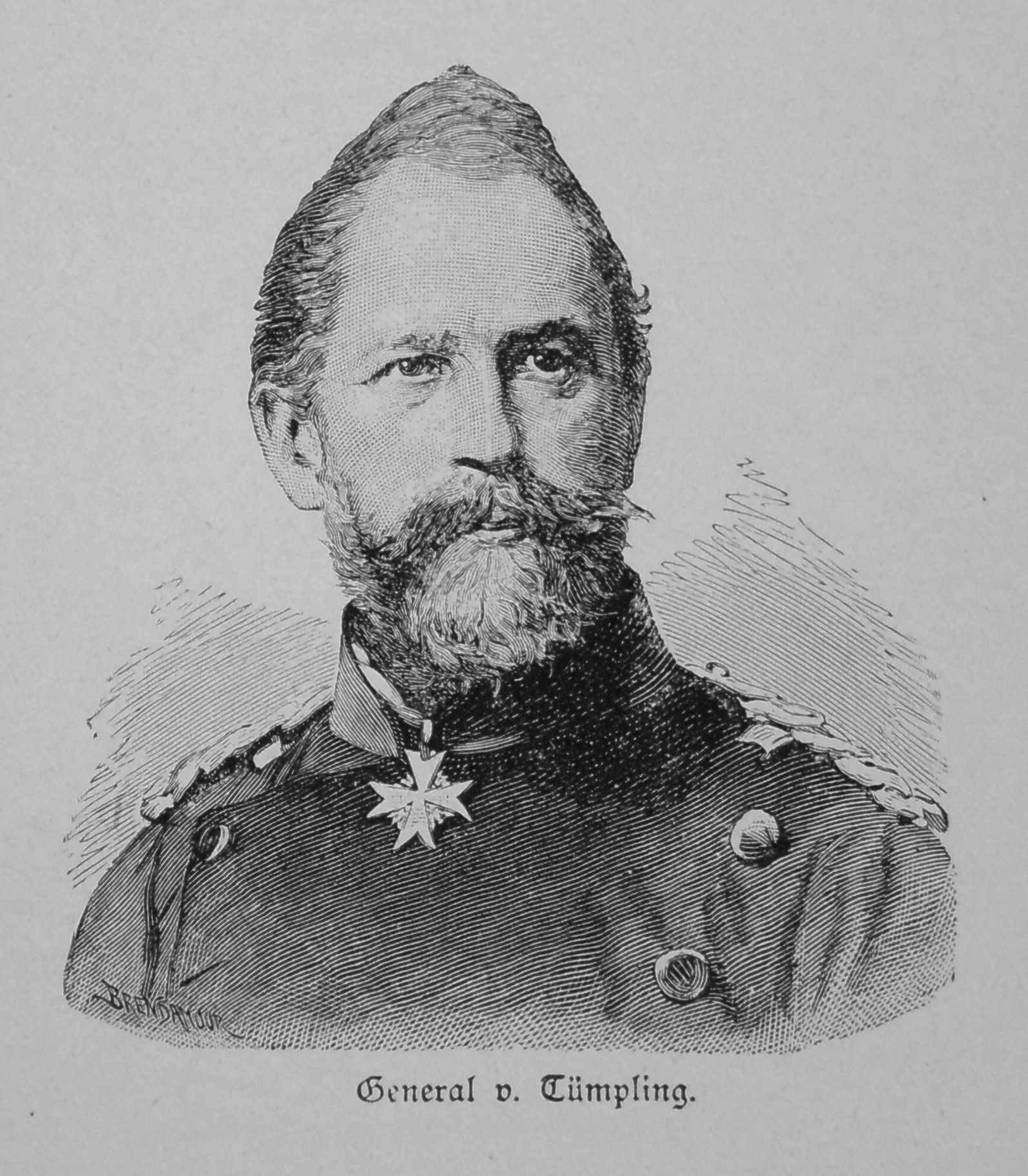
Général Wilhelm von Tümpling

Lors de la guerre franco-allemande de 1870, le corps d'armée est sous le commandement du général von Tümpling. Le corps reste d'abord en Silésie pour servir de sécurité contre l'Autriche, le 6e corps ne se déplace en France qu'au début du mois d'août. Le chef d'état-major général est le colonel von Salviati, la 11e division est dirigée par le lieutenant-général von Gordon et la 12e division par le lieutenant-général von Hoffmann. Le 6 août, le corps d'armée se rassemble à Landau et reçoit l'ordre de suivre la 3e armée du prince-héritier de Prusse, déjà engagée dans de violents combats. Le 14 août, Tümpling tente en vain de faire capituler Pfalzburg, qui se trouve sur la ligne de progression, en la bombardant. Après que la 3e armée vire à droite vers le nord en direction de la frontière belge, le corps de Tümpling reste en arrière pour assurer les flancs et se charge de l'observation de Mézières. Pendant la bataille de Sedan, Tümpling ne peut pas accomplir sa mission d'empêcher le 13e corps français sous le commandement du général Vinoy de se diriger vers Paris. Le 10 septembre, le gros de la 3e armée allemande atteint la ligne Dormans-Sézanne lors de l'approche de Paris, le 6e corps avancé est attaqué par les troupes allemandes. Le 3e corps franchit la Marne à Château-Thierry.
L'engagement le plus important du corps d'armée est sa participation au siège de Paris. Le 30 septembre 1870, la garnison française de Paris fait une grande sortie contre le secteur sud des assiégeants allemands. L'attaque du général Vinoy entre Chevilly-L'Haye et Choisy-le-Roi touche le 6e corps et une partie du 5e corps qui se trouve sur le flanc. Une brigade du 11e corps est également attaquée. À la suite de ces attaques, les villages de Vitry-Villejuif et de Cachan sont fortement fortifiés par les troupes parisiennes. Le 13 octobre, un autre combat suit près de Bagneux et le 25 octobre près d'Ourcelle. Aucune des tentatives de percée française n'est dirigée vers le sud-ouest, où le 6e corps a sa ligne. Dans la nuit du 28 au 29 novembre 1870, une nouvelle attaque de diversion du général Ducrot à Villiers-Champigny suit l'avance française sur Chevilly. Le 6e corps réussit à tenir ses positions et les Français doiveent se replier dans la ville.

### Première Guerre mondiale
En août 1914, le 6e corps d'armée, sous les ordres du général Kurt von Pritzelwitz, est subordonné à la 4e armée et forme l'aile gauche de l'armée du duc de Wurtemberg en progressant le long de la ligne L'Église-Thibesart. À la demande du prince héritier allemand, le 6e corps d'armée se voit confier la protection de l'aile droite de la 5e armée. Il est temporairement subordonné à la 5e armée le 22 août pour soutenir l'attaque sur Virton. Les troupes progressent depuis la région de L'Église en direction du sud vers Rossignol et Tintigny et remportent un succès tactique lors de la bataille de Longwy avec le 5e corps d'armée. La 12e division d'infanterie du lieutenant-général Chales de Beaulieu est dirigée sur Rossignol et la 11e division d'infanterie du lieutenant-général von Webern sur Tintigny, tandis que la 3e division de cavalerie couvre l'attaque vers le sud. La 12e division d'infanterie rejette des parties du 2e corps français près de Termes sur Les Bulles. Depuis Sainte-Marie, la 3e division de cavalerie attaque sur Belle-Fontaine, la 12e division d'infanterie atteint Saint-Vincent. À Bellefontaine, la 3e division coloniale algérienne est presque entièrement encerclée. Pendant ce temps, en aval de Montmédy, la 4e armée, après sa victoire sur la Semois, franchit la Chiers à La Ferte en se dirigeant vers l'ouest et atteint Olizy. Après le passage du 6e corps sur la Chiers, des combats suivent le 27 août entre Inor et Martincourt. Les 2 et 3 septembre, le corps d'armée combat sur la ligne Varennes-Montfaucon et poursuit les Français à l'ouest de Verdun à travers l'Argonne. Le 4 septembre, l'aile gauche de la 4e armée, avec le 6e corps et le commandement supérieur de cavalerie n°4 (de) sous les ordres de Gustav von Hollen, qui s'était déplacé vers l'avant, atteint le canal de la Marne au Rhin en passant par Saint-Ménéhould et Revigny. Pendant la bataille de la Marne, les troupes du corps Pritzelwitz se battent sur la ligne Louppy-Vaubecourt, le 11 septembre, la 4e et la 5e armées effectuent une retraite générale. Après le début de la bataille de l'Aisne, le 6e corps est retiré le 15 septembre à la 4e armée à Binarville et, à partir du 18 septembre, inséré dans un premier temps avec la 12e division d'infanterie à la jonction entre la 2e et la 3e armée, afin de libérer la 2e division de la Garde à Prunay. La 11e division d'infanterie reste dans le secteur Cernay-Binarville et est rattachée au 18e corps d'armée.
Fin septembre 1914, des combats de position suivent entre Prunay-Auberive dans la section de la 3e armée en Champagne. Pendant la bataille de Champagne en février 1915, le corps combat à Perthes et Massiges. Fin juin 1915, le corps d'armée se déplace en Alsace pour relever le 8e corps d'armée en Artois. Outre les 11e et 12e divisions, la 5e division est également affectée au commandement général dans les tranchées devant Souchez et Neuville-Saint-Vaast. Entre le 25 septembre et le 7 octobre 1915, les troupes du corps participent à la bataille d'automne à La Bassée et Arras. Face à l'aile nord de la 10e armée française, dont l'objectif est de percer le nœud routier de Douai, le corps d'armée se retrouve seul au début, jusqu'à l'arrivée du corps de la Garde entre Givenchy et Thelus.
De la mi-octobre 1915 au 23 juin 1916, les troupes du corps se battent ensuite à l'ouest de Péronne dans des tranchées le long de la Somme. Alors que les 11e et 12e divisions d'infanterie restent engagées dans la bataille de la Somme, l'offensive Broussilov entraîne le transfert du commandement général sur le front oriental. Depuis le 7 novembre 1915, le général de cavalerie von der Marwitz est le nouveau général commandant, il dirige également à partir du 15 juin 1916 le groupe d'armée « Marwitz » qui porte son nom en Volhynie. Le commandement général du 6e corps d'armée coordonne alors les opérations du groupe d'armée « Marwitz » lors des contre-attaques sur la Styr et le Stokhid. Entre juillet et novembre 1916, le commandement du corps d'armée se trouvait dans la région de Kovel. Entre le 5 novembre 1916 et le 23 août 1917, le commandement général transféré au nord du front de l'Est prend le nom de la section de Luga. Début septembre 1917, la partie de Riga située à l'est de la Düna est prise par la 2e division de la Garde qui lui est subordonnée, puis de nouveaux combats de position ont lieu au nord de la Düna. Le 18 février 1918, le 6e corps, sous le commandement de von Heineccius, commence à avancer en Livonie dans le cadre de la 8e armée, depuis la région située à l'est de Riga, avec les 205e et 219e divisions d'infanterie subordonnées, afin de contraindre les bolcheviks à signer la paix avant mars 1918.

## Structure

### Ordre de bataille en 1914
- 11e division d'infanterie à Breslau[9]
- 12e division d'infanterie à Neiße
- 6e bataillon de chasseurs à pied (de) à Oels
- 1re détachement de mitrailleuses à Breslau
- 6e régiment d'artillerie à pied à Neiße et Glogau
- 6e bataillon du génie schleswigeois à Neiße
- 6e bataillon du train schleswigeois à Breslau

## Général commandant
Le commandement général, en tant qu'autorité de commandement du corps d'armée, était placé sous la direction du général commandant.
| Grade                                  | Nom                               | Date                                |
| -------------------------------------- | --------------------------------- | ----------------------------------- |
| Generalleutnant                        | Friedrich Heinrich von Hünerbein  | 15 avril 1815 - 10 février 1819     |
| Generalleutnant/General der Kavallerie | Hans Ernst Karl von Zieten        | 11 février 1819 - 28 novembre 1839  |
| Generalleutnant/General der Kavallerie | Frédéric-Guillaume de Brandebourg | 29 novembre 1839 - 9 septembre 1849 |
| Generalleutnant/General der Infanterie | Karl Friedrich von Lindheim       | 10 septembre 1849 - 10 mai 1862     |
| General der Kavallerie                 | Louis von Mutius                  | 30 juin 1863 - 6 août 1866          |
| General der Kavallerie                 | Wilhelm von Tümpling              | 30 octobre 1866 - 26 novembre 1883  |
| Generalleutnant/General der Kavallerie | Hermann von Wichmann              | 27 novembre 1883 - 27 octobre 1886  |
| Generalleutnant/General der Infanterie | Oktavio von Boehn                 | 23 novembre 1886 - 12 janvier 1889  |
| General der Artillerie                 | Eduard von Lewinski               | 12 janvier 1889 - 20 février 1895   |
| General der Infanterie                 | Bernard de Saxe-Meiningen         | 21 février 1895 - 28 mai 1903       |
| General der Infanterie                 | Remus von Woyrsch                 | 29 mai 1903 - 12 septembre 1911     |
| General der Infanterie                 | Kurt von Pritzelwitz              | 13 septembre 1911 - 6 novembre 1915 |
| General der Kavallerie                 | Georg von der Marwitz             | 7 novembre 1915 - 16 décembre 1916  |
| General der Infanterie                 | Julius Riemann                    | 17 décembre 1916 - 22 novembre 1917 |
| General der Artillerie                 | Konstanz von Heineccius           | 23 novembre 1917 - 19 décembre 1918 |
| General der Infanterie                 | Kurt von dem Borne                | 20 décembre 1918 - 27 juin 1919     |
| Generalleutnant                        | Carl Briese (de)                  | 28 août 1919                        |